# Верхошанский, Геннадий Дмитриевич
Геннадий Дмитриевич Верхошанский (1924—1961) — участник Великой Отечественной войны, командир разведывательного взвода 79-й гвардейской отдельной разведывательной роты 1135-го полка 81-й гвардейской стрелковой дивизии 7-й гвардейской армии Степного фронта, гвардии младший лейтенант, Герой Советского Союза (1943).

## Биография
Родился 24 мая 1924 года в станице Мечетинская Зерноградского района Ростовской области в крестьянской семье. Русский.
Окончил 8 классов.
Член ВКП(б)/КПСС. В Красной Армии с 1942 года. С этого же года — на фронте. В 1943 году окончил курсы младших лейтенантов.
Командир разведывательного взвода гвардии младший лейтенант Геннадий Верхошанский особо отличился в боях на реке Днепр: с вверенной ему группой героически вёл бой с противником, обеспечивая форсирование Днепра подразделениями соединения. Затем успешно сражался с врагом при удержании занятого плацдарма, лично уничтожив свыше десяти гитлеровцев. Будучи раненным, мужественный офицер-разведчик не покинул поля боя.
В 1946 году Г. Д. Верхошанский окончил курсы усовершенствования офицерского состава. С 1947 года — старший лейтенант Верхошанский находился в запасе.
Жил и работал в городах Гродно (Белоруссия) и Ростов-на-Дону. Скончался 5 июня 1961 года в Ростове-на-Дону.

## Награды
- Указом Президиума Верховного Совета СССР от 26 октября 1943 года за образцовое выполнение боевых заданий командования на фронте борьбы с немецко-фашистскими захватчиками и проявленные при этом мужество и героизм гвардии младшему лейтенанту Верхошанскому Геннадию Дмитриевичу присвоено звание Героя Советского Союза с вручением ордена Ленина и медали «Золотая Звезда» (№ 1415).
- Награждён орденами Ленина и Отечественной войны 2-й степени.
- Медали.